# Юлдашев, Абдукадыр Даминович
Абдукадыр Даминович Юлдашев — советский хозяйственный, государственный и политический деятель. Участник Великой Отечественной войны.

## Биография
Родился 13 февраля 1921 года в кишлаке Ханабад, ныне город областного подчинения в Андижанской области Узбекистана, в крестьянской семье. Узбек. Член КПСС. Брат Героя Советского Союза Абдулазиза Юлдашева.
В боях Великой Отечественной войны с июня 1942 года. Воевал на Смоленском и 1-м Прибалтийском фронтах.
С 1945 года — на хозяйственной, общественной и политической работе. В 1945—1975 гг. — военный руководитель в школе, комсомольский работник в Андижанской области, слушатель Ташкентской советско-партийной школы, секретарь Ходжаабадского райкома КП Узбекистана, председатель Ленинского районного Совета депутатов трудящихся Андижанской области, первый секретарь Мархаматского райкома КП Узбекистана.
Избирался депутатом Верховного Совета Узбекской ССР 7-8-го созывов.
Умер в Узбекской ССР до 1985 года.

## Награды и звания
- орден Октябрьской Революции (10.12.1973)
- орден Трудового Красного Знамени (01.03.1965)
- орден Красной Звезды (12.03.1945[7])
- орден «Знак Почёта» (11.01.1957[8])